# Saison 2013-2014 du Heat de Miami
La saison 2013-2014 du Heat de Miami est la 26e saison au sein de la National Basketball Association (NBA). Ils sont entrés dans la saison en tant que double champions en titre, après avoir vaincu les Spurs de San Antonio lors des Finales NBA 2013 en sept matchs. En battant les Spurs en 2013, le Heat a infligé aux Spurs leur toute première défaite en Finales NBA. La saison 2013-2014 a été la quatrième et dernière saison de du Heat avec le Big Three de Dwyane Wade, LeBron James, et Chris Bosh.
Lors des playoffs 2014, le Heat a battu les Pacers de l'Indiana en six matchs pour devenir la première équipe à remporter quatre titres de conférence consécutifs depuis les Celtics de Boston au cours des saisons 1984 à 1987. La quête de Miami pour un three-peat a pris fin lorsque les Spurs de San Antonio, qu’ils ont rencontrés lors d’une revanche, ont remporté les Finales NBA 2014, sur le score de 4-1.
Après la saison, LeBron James a quitté le Heat en tant qu'agent libre pour rejoindre les Cavaliers de Cleveland et Ray Allen a pris sa retraite.

## Classements de la saison régulière
| Conférence Est | Conférence Est         | Conférence Est | Conférence Est | Conférence Est | Conférence Est | Conférence Est | Conférence Est |
| No             | Franchise              | Vic.           | Déf.           | MJ             | % V/D          | RV             |                |
| -------------- | ---------------------- | -------------- | -------------- | -------------- | -------------- | -------------- | -------------- |
| 1              | Pacers de l'Indiana    | 56             | 26             | 82             | 68,30 %        | -              |                |
| 2              | Heat de Miami          | 54             | 28             | 82             | 65,90 %        | 2,0            |                |
| 3              | Raptors de Toronto     | 48             | 34             | 82             | 58,50 %        | 8,0            |                |
| 4              | Bulls de Chicago       | 48             | 34             | 82             | 58,50 %        | 8,0            |                |
| 5              | Wizards de Washington  | 44             | 38             | 82             | 53,70 %        | 12,0           |                |
| 6              | Nets de Brooklyn       | 44             | 38             | 82             | 53,70 %        | 12,0           |                |
| 7              | Bobcats de Charlotte   | 43             | 39             | 82             | 52,40 %        | 13,0           |                |
| 8              | Hawks d'Atlanta        | 38             | 44             | 82             | 46,30 %        | 18,0           |                |
|                |                        |                |                |                |                |                |                |
| 9              | Knicks de New York     | 37             | 45             | 82             | 45,10 %        | 19,0           |                |
| 10             | Cavaliers de Cleveland | 33             | 49             | 82             | 40,20 %        | 23,0           |                |
| 11             | Pistons de Détroit     | 29             | 53             | 82             | 35,40 %        | 27,0           |                |
| 12             | Celtics de Boston      | 25             | 57             | 82             | 30,50 %        | 31,0           |                |
| 13             | Magic d'Orlando        | 23             | 59             | 82             | 28,00 %        | 33,0           |                |
| 14             | 76ers de Philadelphie  | 19             | 63             | 82             | 23,20 %        | 37,0           |                |
| 15             | Bucks de Milwaukee     | 15             | 67             | 82             | 18,30 %        | 41,0           |                |

| Division Sud-Est     | V  | D  | MJ | % V/D   | GB   | Dom   | Ext   | Div  | Conf  |
| -------------------- | -- | -- | -- | ------- | ---- | ----- | ----- | ---- | ----- |
| Heat de Miami        | 54 | 28 | 82 | 65,90 % | -    | 32-9  | 22-19 | 12-4 | 34-18 |
| Washington Wizards   | 44 | 38 | 82 | 53,70 % | 10,0 | 22-19 | 22-19 | 10-6 | 33-19 |
| Bobcats de Charlotte | 43 | 39 | 82 | 52,40 % | 11,0 | 25-16 | 18-23 | 6-10 | 30-22 |
| Hawks d'Atlanta      | 38 | 44 | 82 | 46,30 % | 16,0 | 24-17 | 14-27 | 8-8  | 28-24 |
| Magic d'Orlando      | 23 | 59 | 82 | 28,00 % | 31,0 | 19-22 | 4-37  | 4-12 | 17-35 |

## Effectif
| Effectif du Heat de Miami 2013-2014 |
| --- |
| 0 Toney Douglas • 1 Chris Bosh • 3 Dwyane Wade • 6 LeBron James • 7 Justin Hamilton • 8 Michael Beasley • 9 Rashard Lewis • 11 Chris Andersen • 15 Mario Chalmers • 20 Greg Oden • 22 James Jones • 30 Norris Cole • 31 Shane Battier • 34 Ray Allen • 40 Udonis HaslemEntraîneur : Erik Spoelstra |